# Molitvenik vojvode od Berija
Molitvenik vojvode od Berija (фр. Les Très Riches Heures du duc de Berry) je iluminirani molitvenik (časoslov, časlovac) čiju je izradu vojvoda Žan I od Berija naručio braći Polu, Janu i Hermanu, koje obično nazivamo braćom iz Limburga. Rukopis, započet 1411. godine, završen je tek nakon smrti Vojvode od Berija i pomenuta tri slikara, pokošenih 1416. epidemijom kuge. Rukopis se čuva u Muzeju Konde (Condé), u Šantijiu (Chantilly).

## Istorijat
Rukopis je sačuvan u fragmentima i nedovršen, iako je u njegovoj izradi učestvovalo više od petnaest umetnika u tri navrata.
Izradu molitvenika započinju braća iz Limburga 1411. godine. Radovi na rukopisu su naglo prekinuti nakon smrti i Vojvode od Berija i trojice braće, koji su najverovatnije stradali kao žrtve kuge. Oni su uspeli da završe 35 velikih iluminacija i 25 scena manjeg formata, kao i jedan list na kome je jedna tema raspoređena na tri minijature. Osim toga, od njih je preostalo i nešto drugih iluminacija, u različitom stadijumu dovršenosti. Između 1411. i 1416, dolazi takođe i do promene rasporeda iluminaciju u okviru rukopisa. Jedan od identifikovanih umetnika koji je nakon braće iz Limburga radio na izradi molitvenika je i flamanski umetnik Bartelemi Dajk.
U trećoj fazi, u izradi rukopisa učestvuje i Žan Kolomb, koji od avgusta 1845. radi na dovršavanju većeg broja iluminacija. I nakon njegove intervencije, rukopis ostaje nedovršen.
Tokom prve četvrtine 16. veka, molitvenik se verovatno nalazi u Flandriji. Zatim mu se gubi trag sve do 19. veka, kada se pojavljuje u Italiji, u porodici Spinola. Zatim prelazi u ruke Žan-Batist Sera, pa u vlasništvo barona Feliksa Margerita koji ga prodaje Vojvodi od Omala.

## Otkriće rukopisa
Rukopis 1855. godine otkriva Anri Orleanski, vojvoda od Omala, u jednom internatu za mlade dame u predgrađu Đenove. Sledeće godine ga kupuje za sumu od 18000 franaka. Leopold Delile otkriva 1881. godine u inventaru urađenom nakon smrti Vojvode od Berija zapis o ovom rukopisu, koji precizira da je izrađen od strane "Pola i njegove braće". Vojvoda rukopis odnosi u Veliku Britaniju, gde živi u egzilu. Nakon toga je rukopis poklonjen Muzeju Konde.

## Opis
Rukopis se sastoji od 206 listova, od kojih više od polovine sadrži iluminacije na celoj strani. Dimenzija rukopisa je 21 cm širine sa 29 cm visine. Izrađen je na veoma tankom papiru.
Korišćena je veoma bogata paleta boja. Braća iz Limburga su koristili pigmente mineralnog i hemijskog porekla, ali takođe i biljnog. Kao vezivo, koristili su gumiarabiku (arapska guma). Zelenu su dobijali od mlevenog malahita, a plavu od lapis lazulija. Materijal je uvožen sa Bliskog istoka, što daje dobru predstavu o troškovima izrade ovog rukopisa.

## Kalendar

### Januar
Vojvoda od Berija, koga vidimo na desnoj strani, obučen je u plavo i nosi kapu od krzna. Na levoj strani vidimo zvanice kako mu se predstavljaju. Januar je bio mesec poklona i zahvalnosti. Običaj je hteo da podanici početkom godine daruju poklone svom suverenu, kako bi mu zahvalili na zaštiti koju im pruža.

### Februar
Scena prikazuje težinu života seljaka u zimskom periodu. U prvom planu je prikazana farma ograđena ogradom, kao zaštitiom od divljih zveri. U kući, jedna žena i dva mladića se ogrevaju kraj vatre. 

### Mart
Ova scena prikazuje radove na polju i u vinogradu. U pozadini je predstavljen pastir sa svojim stadom. U poslednjem planu je predstavljen dvorac Lizinjan (Château de Lusignan) u Poatuu (Poitou), jedna od omiljenih rezidencija Vojvode od Berija.

### April
Tema ove scene je veridba: u prvom planu sa leve strane verenici razmenjuju prstenje pred svedocima. U pozadini se vidi dvorac Durdan (Château de Dourdan), vlasništvo Vojvode od Berija, uništen 1411. Prema nekim istoričarima, radi se u stvari o dvorcu Pjerfon (Château de Pierrefonds), vlasništvo Luja od Orleana.

### Maj
Mesec maj je ilustrovan proslavom prvog dana u mesecu, koji je onda bio praznik ljubavi. Po tradiciji, prinčevi i velika gospoda su odlazili u šumu da naseku grančice kojima bi nakon toga kitili domove i ulice. Ljudi u koloni su predstavljeni sa krunama i ogrlicama napravljenim od lišća. Prethode im muzičari koji sviraju na flautama i trubama. Dvorac u pozadini je Palais de la Cité, na ostrvu Site u Parizu, tadašnje sedište političke vlasti.

### Juni
Scena predstavlja kosidbu koja se odvija na obali Sene. U pozadini vidimo takođe Palais de la Cité, na kojoj se jasno izdvajaju građevine koje su se očuvale i do današnjeg dana, kao što su Tour d’horloge i Sen Šapel (Sainte-Chapelle).

### Juli
Ova iluminacija dopunjuje prethodnu prikazivanjem poljoprivrednih radova. U prvom planu, čovek i žena strižu ovce. U drugom planu se odvija žetva. Trouglasti zamak u zadnjem planu je zamak Poatje (Poitiers), koji je Vojvoda od Berija sagradio krajem 14. veka.

### Avgust
U prvom planu je prikazana scena lova pomoću sokolova. Kolona je prikazana u trenutku polaska u lov. Ispred ide sokolar, koji u ruci drži dugački prut kojim će udarati grane drveća i žbunje kako bi naterao divljač u let. Plemstvo je vrlo cenilo ovakvu vrstu lova: soko je bio simbol hrabrosti i sloge. U drugom vidimo nekoliko kupača. U pozadini je prikazan dvorac Etamp (Étampes) koji je Vojvoda od Berija kupio 1400. godine.

### Septembar
Mesec septembar je ilustrovan scenom berbe grozđa. U drugom planu se nalazi dvorac Somir (Château de Saumur). Između vinograda i zamka, opažamo mesto gde su se odigravali viteški turniri.

### Oktobar
Kao i za mesec juni, i ova iluminacija prikazuje scenu koja se odvija kraj Sene. Ovoga puta slikar je prikazao Luvr, na kome jasno razaznajemo centralnu kulu ili donžon. U prvom planu je prikazana scena setve. Na levoj strani, uz pomoć konjske zaprege seljak drlja zemlju, na desnoj, je prikazan seljak kako rasejava seme. U pozadini opažamo strašilo sa lukom.

### Novembar
Scena prikazuje svinjara koji štapom obara žirove kojima se hrane svinje. Scena predstavlja parabolu biblijske priče o Bludnom sinu (Jevanđelje po Luki), koji je spao na posao čuvanja svinja pre nego što će doneti odluku da se vrati svome ocu.

### Decembar
Poslednji mesec u godini je ilustrovan scenom lova, gde vidimo kako lovački psi nasrću na divljeg vepra. U pozadini je prikazan dvorac u Vensеnu (Château de Vincennes).

## Prikazi meseci
- Januar
- Februar
- Mart
- April
- Maj
- Juni
- Juli
- Avgust
- Septembar
- Oktobar
- Novembar
- Decembar

## Spoljašnje veze
- Internet sajt Institut de France (Instituta Francuske) posvećen Molitvenku Vojvode od Berija (језик: француски)